# Вукобратовић
Вукобратовић је српско презиме, настало од мушког имена Вукобрат. Познати људи са овим презименом су:
- Драгомир Вукобратовић (1988), фудбалер
- Миомир Вукобратовић (1931–2012), роботичар